# Quai Saint-Sever
Le quai Saint-Sever est une voie publique de la commune de Rouen.

## Situation et accès
Le quai Saint-Sever est situé à Rouen sur la rive gauche de la Seine, en contrebas du quai Jean-Moulin.

## Origine du nom
Il porte le nom saint Sever, évêque d'Avranches, à la fin du Xe siècle, qui a donné son nom au faubourg historique puis quartier Saint-Sever.

## Historique

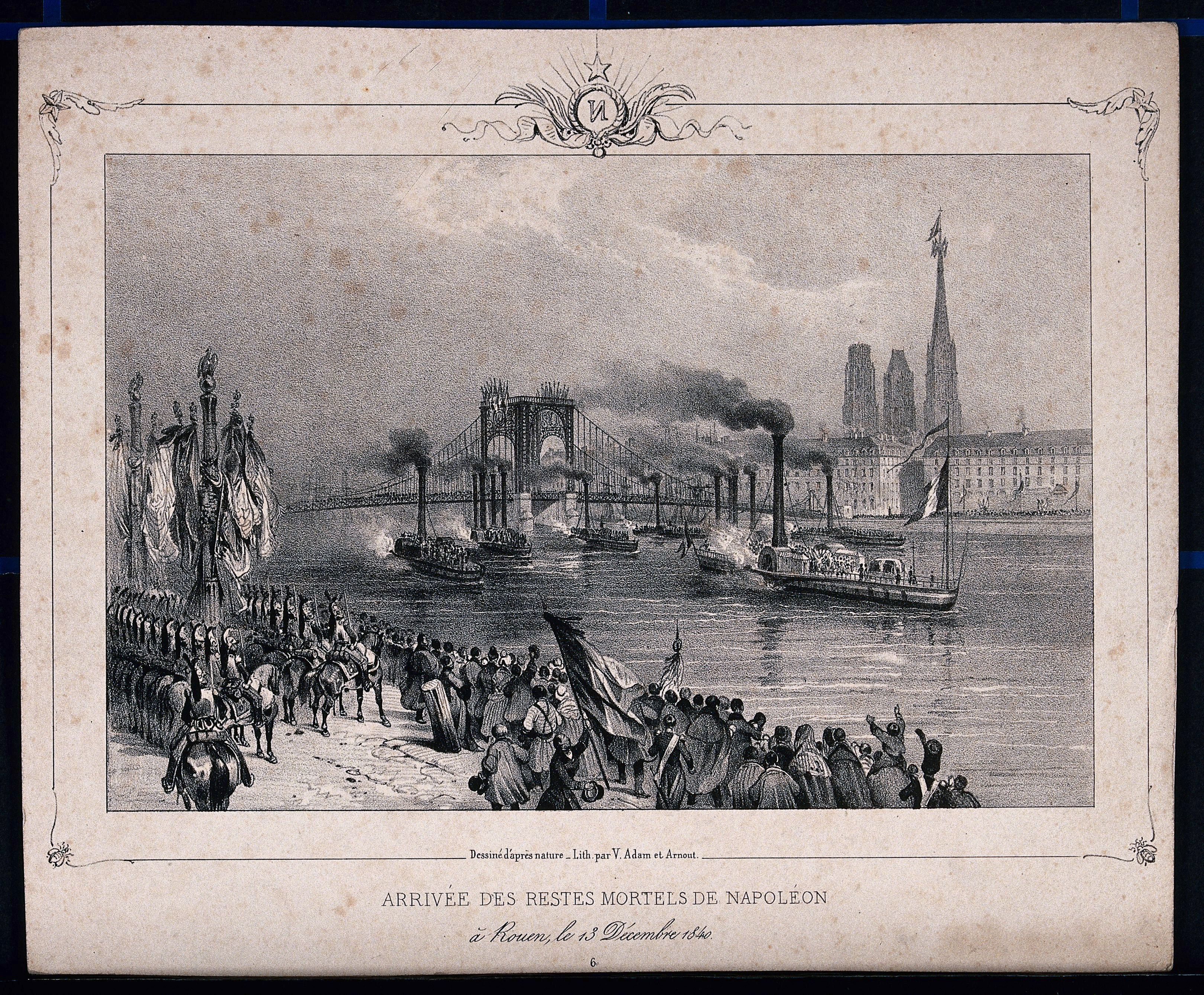
Retour des Cendres.

Le nom de « quai Napoléon » a été envisagé en 1840, en souvenir du retour des cendres de l'Empereur, spécialement le jour du passage de la Dorade le long des quais de Seine de Rouen, le 10 décembre 1840.
Antérieurement, il portait le nom de «quai aux meules».
C'est sur ce quai qu'une tribune a été montée afin d'y recevoir les autorités à l'occasion du retour des cendres de Napoléon Ier (brève escale à Rouen le 10 décembre 1840 puis remontée de la Seine du bateau-catafalque).
En avril 1857, Eustache de La Quérière, en observateur zélé sa ville de naissance, rapporte ses observations au sujet du nouveau quai Saint-Sever : il nous apprend que la largeur donnée au quai vers 1830 n'étant que de trente mètres, les piétons s'en trouvent rapidement en danger du fait de l'activité portuaire devenue aussi intense qu'en rive droite. La piètre qualité des habitations ne semble pouvoir s'opposer à leur élimination afin de donner la largeur attendue de 60 mètres par la société d'émulation de Rouen qui est appelée à se saisir du sujet.
Sur les cartes postales et dans l'art, l'association du pont Boieldieu et du quai Saint-Sever sont courantes (Camille Pissarro s'y essaie en 1896).

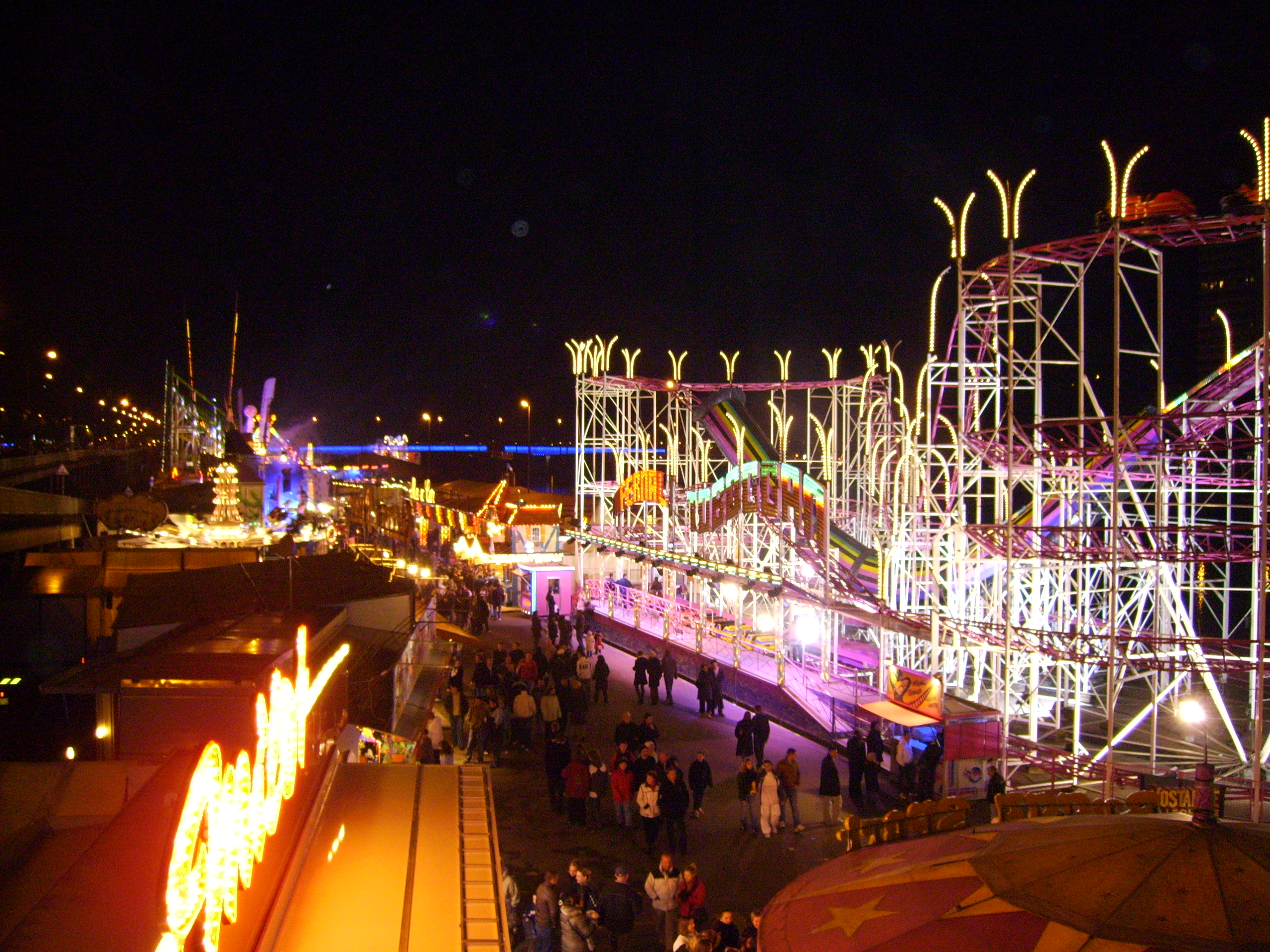
La foire Saint-Romain de nuit sur le quai Saint-Sever en 2006.

Le quai est la cible de bombardements des forces alliés fin août 1944, à la fin de la bataille de Normandie, visant à ralentir le franchissement de la Seine par l'armée allemande.
La foire Saint-Romain s'y tient à l'automne de 1983 à 2014.
L'architecte-paysager Jacqueline Osty transforme le quai en « prairie Saint-Sever » au même titre que la presqu'île Rollet dans les années 2010.
Depuis le 23 novembre 2021, les quais sont mis en lumière de la tombée de la nuit à 1 h du matin.